# Chahar Aimaq
Chahar Aimaq (chahar =četiri + aimaq = pleme,/ konfederacija od četiri pleme Timuri, Taimani,  Džamšidi (Djamshidi, Jamshidi) i Firozkohi, naseljeni u Afganistanu i Iranu, južno od granice s Turkmenistanom. Polusjedilački Jamshidi i Timuri žive sjeveroistočno od Herata, a u planinskim područjima provincije Ghor, Taimani i Firozkohi. Populacija svih Aimaqa iznosi oko 650,000, od toga oko 170,000 u Iranu a ostali u Afganistanu.
Jezično pripadaju iranskim narodima, vjera muslimanska.

## Vanjske poveznice
- Aimaq